# Louise von Großbritannien, Irland und Hannover

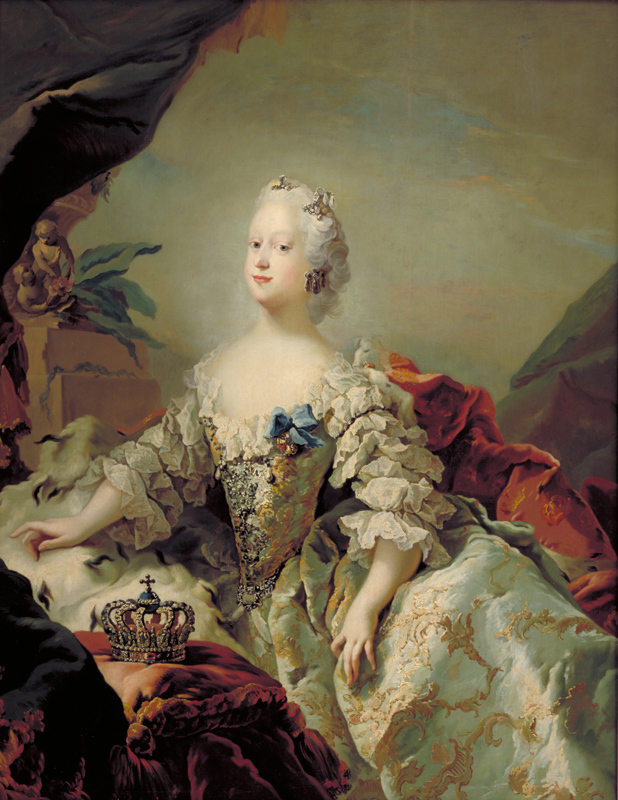
Louise von Großbritannien, Königin von Dänemark und Norwegen. Porträt von C.G. Pilo, um 1747 (Dänische Nationalgaleri).

Wappen von Prinzessin Louise von Großbritannien

Louise von Großbritannien (* 7. Dezemberjul. / 18. Dezember 1724greg. in Leicester House, London; † 19. Dezember 1751 in Schloss Christiansborg, Kopenhagen) war von 1746 bis 1751 als erste Ehefrau König Friedrichs V.
Königin von Dänemark und Norwegen.
Louise war das jüngste Kind von König Georg II. von Großbritannien aus dem Hause Hannover. 1743 wurde sie aus politischen Gründen mit dem dänisch-norwegischen Thronerben Kronprinz Friedrich verheiratet. Als kluge und liebenswürdige Königin beliebt, gebar sie Friedrich fünf Kinder, darunter den späteren König Christian VII. 1751 starb sie während der sechsten Schwangerschaft.

## Leben

### Kindheit und Jugend

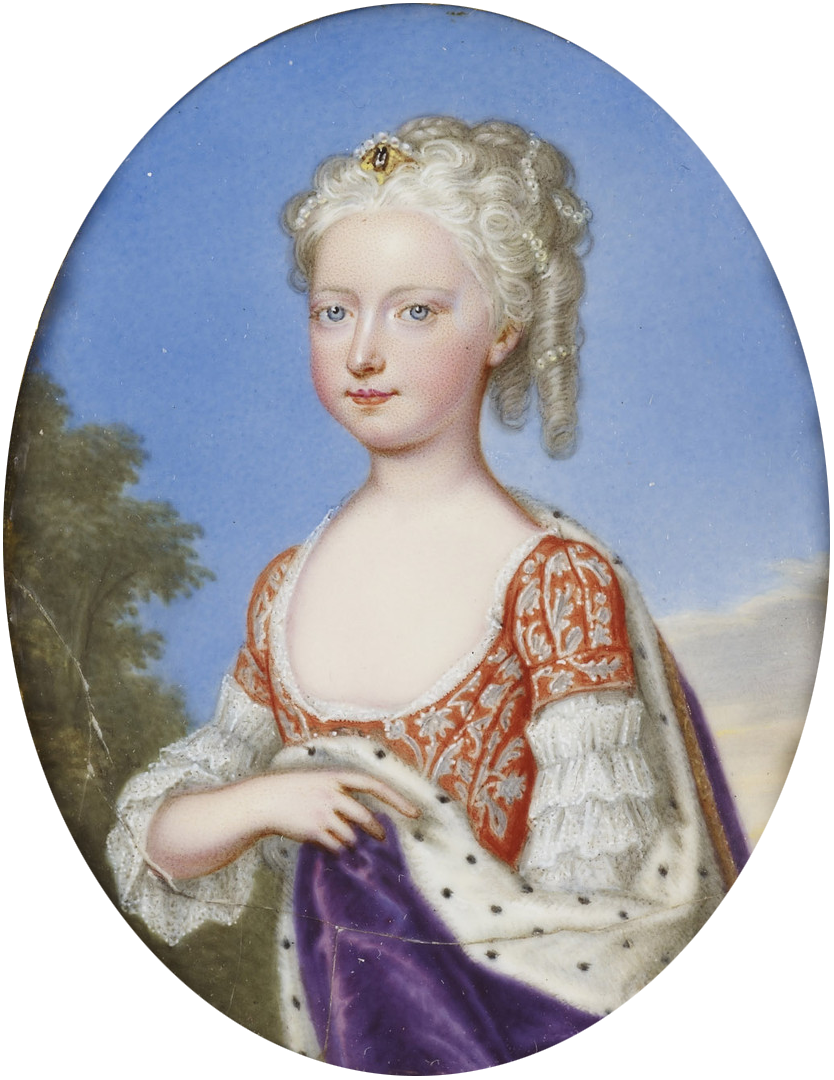
Prinzessin Louise als junges Mädchen. Miniatur von Christian Friedrich Zincke, 1730er (Royal Collection).

Prinzessin Louise wurde als jüngstes Kind und fünfte Tochter des britischen Thronfolgers Georg, Fürst von Wales und dessen Gattin Markgräfin Caroline von Brandenburg-Ansbach in London geboren. Dorthin waren die Eltern gezogen, nachdem Louises Großvater als Georg I. 1714 den britischen Thron bestiegen hatte, und ihr Vater zum Fürsten von Wales geworden war. Der Vater hatte ein schlechtes Verhältnis zu seinem Sohn. 1717 verbannte der König ihn nach einem Streit aus der königlichen Residenz. Seitdem lebten der Kronprinz und seine Frau in Leicester House, einem gemieteten Stadtpalais in Westminster, nördlich des heutigen Leicester Square. Dort wurde Louise geboren.
Am 22. Dezember 1724 wurde sie im Leicester House auf den Namen „Louisa“ getauft. Ihre Paten waren ihre ältere Schwester Prinzessin Amelia, ihre Cousine Prinzessin Luise Ulrike von Preußen, die spätere schwedische Königin, und ihr Vetter Kronprinz Friedrich von Preußen, der spätere König Friedrich der Große.
Die Mutter der Prinzessin Louise war elf Mal schwanger, verlor aber vier der Kinder. Prinzessin Louise hatte damit sechs das Erwachsenenalter erreichende ältere Geschwister. Von den ältesten Geschwistern getrennt lebte Louise mit ihren beiden jüngsten Geschwistern Prinz William Augustus und Prinzessin Maria bei ihren Eltern im Leicester House als das in London geborene „younger set“, im Gegensatz zu dem in Hannover geborenen „older set“ von Kindern, die von König Georg I. von ihren Eltern getrennt worden waren. Ihre Lieblingsschwester war die etwa zwei Jahre ältere Prinzessin Maria, die spätere Gemahlin des hessischen Landgrafen Friedrich II. Die Ehen der beiden Schwestern wurden zur Grundlage für die vielen dynastischen Ehebeziehungen zwischen dem dänischen Königshaus und dem hessischen Fürstenhaus in den kommenden Generationen.
Am 11. Juli 1727, als Louise zwei Jahre alt war, starb ihr Großvater König Georg I., und ihr Vater bestieg den Thron als König Georg II. Die Familie zog in die damalige Londoner Residenz der britischen Monarchen, St. James's Palace, wo Louise aufwuchs. Als Sommerresidenz der Eltern diente Richmond Lodge an der Themse im westlich von London liegenden Richmond. Das Familienleben im St James’s Palace galt als unglücklich, und ihr Vater erwies sich seiner Familie gegenüber als geizig. Nach dem Tod ihrer Mutter Königin Caroline 1737 wurde sie hauptsächlich von ihrer älteren Schwester Prinzessin Caroline erzogen.

### Ehe

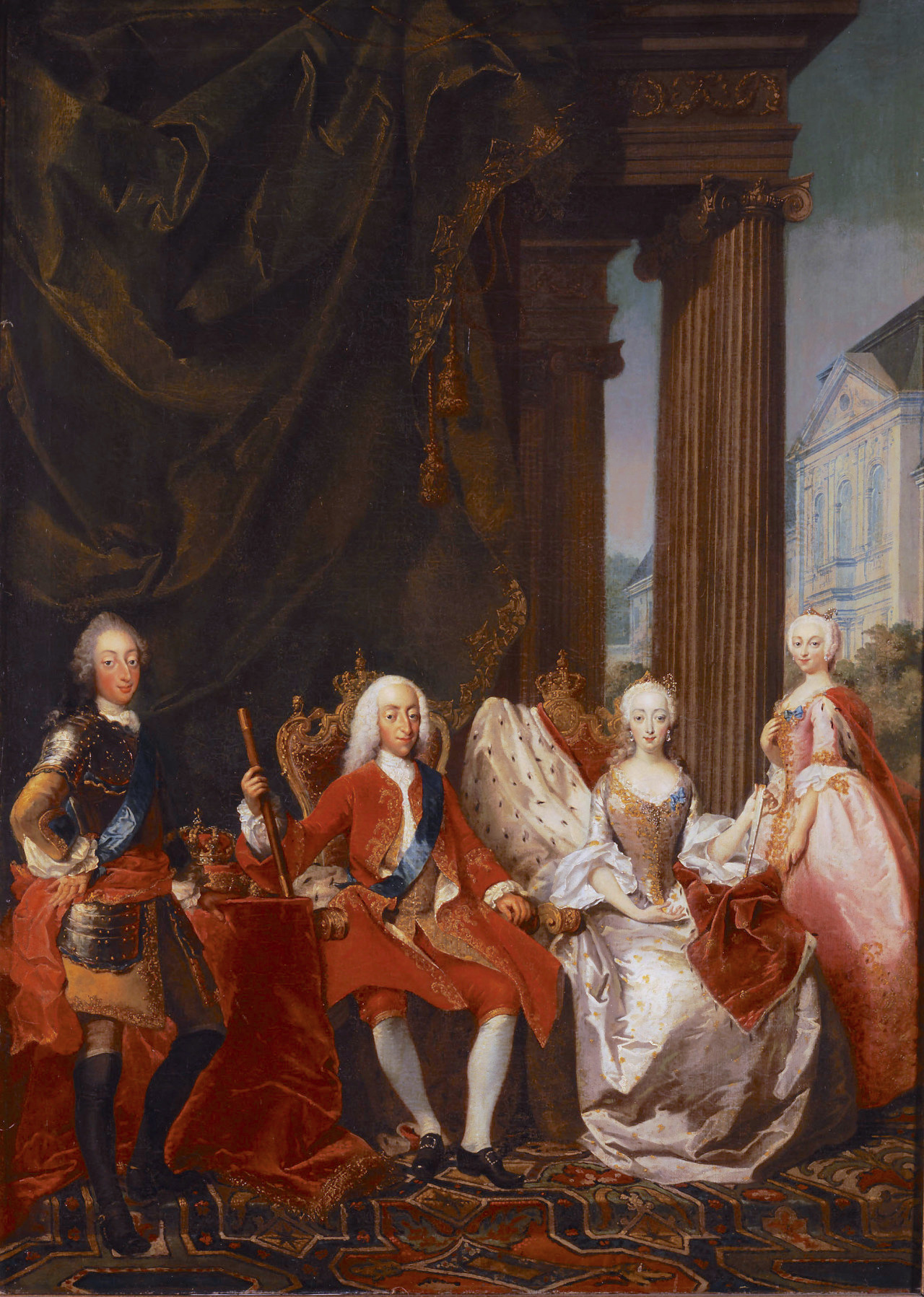
König Christian VI. und Königin Sophie Magdalene, umgeben von Kronprinz Friedrich und Kronprinzessin Louise. Im Hintergrund Schloss Hirschholm. Gemälde von Markus Tuscher, um 1744 (Schloss Rosenborg).

1743 wurde eine dynastische Ehe zwischen Louise und dem dänisch-norwegischen Thronfolger Kronprinz Friedrich ausgehandelt. Die Ehe wurde von Großbritannien aus politischen Gründen vorgeschlagen. Zwischen Frankreich und Großbritannien fand damals ein Wettbewerb statt, um ein Bündnis mit Dänemark-Norwegen zu schmieden. Das protestantische Großbritannien hatte dabei den Vorteil, ein Ehebündnis eingehen zu können. Unter den britischen Ministern entstand die Idee, eine Ehe zwischen Louise und Friedrich zu arrangieren. Die dänische Regierung war dafür, während Friedrichs Vater, König Christian VI. von Dänemark und Norwegen, der Idee zunächst zurückhaltend gegenüber stand. Er änderte bald seine Meinung. Durch die Heirat entstand die Chance auf britische Unterstützung für die Pläne, Kronprinz Friedrich zum schwedischen Thronfolger zu machen. Auf persönlicher Ebene bestand auch die Hoffnung, dass eine baldige Eheschließung die alkoholischen und sexuellen Exzesse des charakterschwachen Kronprinzen dämpfen würde. Der Kronprinz selbst erklärte sich auch bereit, Louise zu heiraten, nachdem er ein Porträt der Prinzessin gesehen und man ihm von ihrer Freundlichkeit erzählt hatte.
Im Laufe des Jahres 1743 begannen daher die Heiratsverhandlungen, die nach wenigen Monaten am 14. September erfolgreich abgeschlossen wurden. Prinzessin Louise verließ London am 19. Oktober und trat ihre Reise nach Kopenhagen an. Zur vom Lord Chamberlain of the Household bereitgestellten Reiseausrüstung für die Prinzessin gehörten „königliche Bettwäsche, Portmanteaus, eine Reise-Teeausrüstung und Artikel für Mrs. Dives und die ‚Fubbs‘-Yacht: alles zu einem Schätzpreis von £503“. Louise reiste zuerst mit der britischen Königlichen Yacht HMY Fubbs in den deutschen Stammbesitz ihres Vaters, das Kurfürstentum Braunschweig-Lüneburg. In Hannover fand am 10. November die Trauung „per procurationem“ statt mit dem Bruder der Braut, dem Herzog von Cumberland, als Stellvertreter für den Bräutigam. Anschließend reiste die junge Braut nach Altona im damals dänischen Herzogtum Holstein, wo sie eine Woche nach ihrer Hochzeit von ihrem Bräutigam empfangen und den dänischen Behörden übergeben wurde. Dabei wurde auch ihr gesamter britischer Hofstaat mit einem dänischen ausgetauscht. Am 11. Dezember 1743 erfolgte dann unter großem Jubel der Bevölkerung der feierliche Einzug in Kopenhagen. Noch am selben Tag wurde die Hochzeit in der neu fertiggebauten Schlosskirche Christiansborg, jetzt in Anwesenheit des Bräutigams, wiederholt. Anlässlich ihres 19. Geburtstags am 18. Dezember 1743 dichtete Johann Elias Schlegel eine Kantate.

### Kronprinzessin

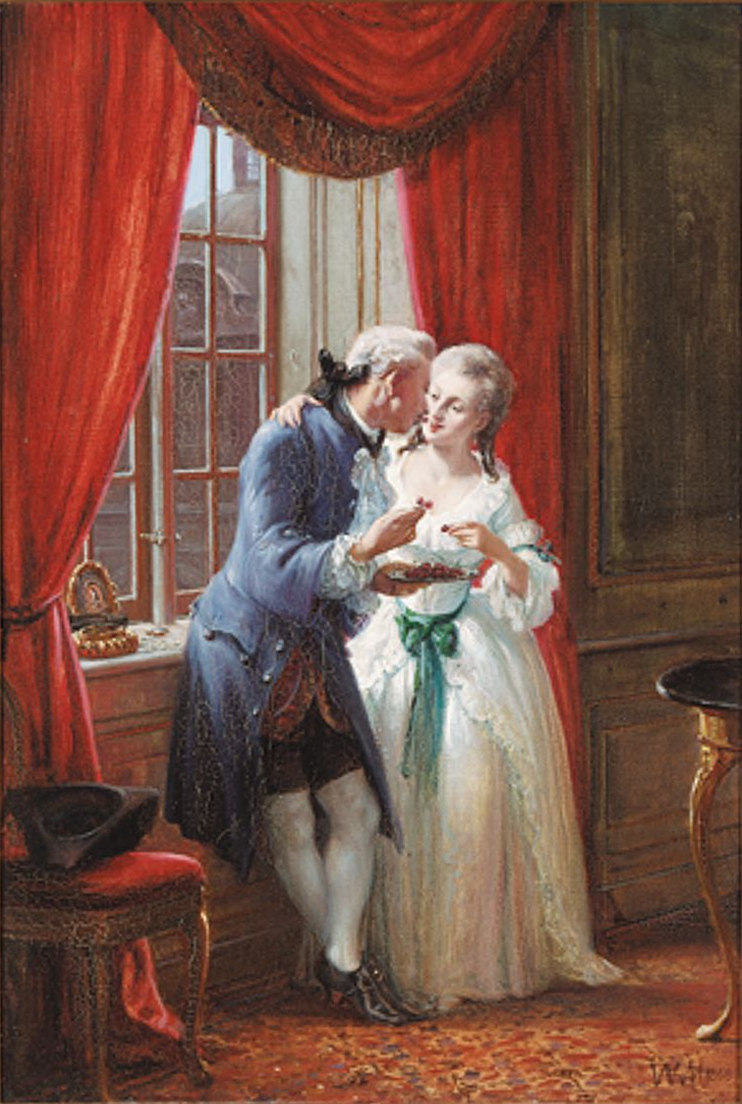
Der Kronprinz und die Kronprinzessin in ihrem Appartement in Schloss Charlottenborg. Historienmalerei von Vilhelm Marstrand, 1868.

Nach der Hochzeit zogen die Frischvermählten zunächst ins Schloss Charlottenborg, eine Nebenresidenz des dänischen Königshauses im Barock-Stil, die am großen Paradeplatz der Kopenhagener Innenstadt, Kongens Nytorv, liegt. Charlottenborg wurde schnell zum Rahmen eines lebhaften und geselligen Hofes, der sich stark von der strengen Etikette unterschied, die am Hof von Louises Schwiegereltern im Schloss Christiansborg herrschte. 1745 zogen sie in das Prinzenpalais am Frederiksholms Kanal um, ein vom Hofbaumeister Nicolai Eigtved für sie als Thronfolgerresidenz im Rokoko-Stil umgebautes Stadtpalais, das direkt neben der Hauptresidenz des dänischen Königshauses Schloss Christiansborg auf der Insel Slotsholmen liegt.
Obwohl die Ehe arrangiert wurde, war das Verhältnis zwischen den Eheleuten offenbar gut, zumindest in den ersten Ehejahren. Fünf Kinder wurden in der Ehe geboren, von denen nur der älteste Sohn, der Thronfolger Kronprinz Christian, in früher Kindheit starb. Obwohl Friedrich sie sehr schätzte und sie immer respektvoll behandelte, war er Berichten zufolge nicht in sie verliebt und hatte nach ihrer Heirat weiterhin Affären. Friedrich fühlte sich jedoch wohl mit ihr, und Louise gab vor, seinen Ehebruch mit mehreren Partnerinnen nicht zu bemerken.
Am dänischen Hof machte sie sich schnell beliebt, und ihr Schwiegervater bemerkte, sie erscheine ihm freundlich und angenehm. Louises Ankunft in Kopenhagen veränderte das bisher steife Hofleben, das unter Christian VI. herrschte. Auch die Kopenhagener begegneten Louise aufgrund ihrer natürlichen und unkomplizierten Art mit großer Begeisterung. Sie wurde nicht nur bei der Bevölkerung Kopenhagens beliebt. Im Gegensatz zu ihrer Schwiegermutter Sophie Magdalene von Brandenburg-Kulmbach lernte sie dänisch und studierte gleich ab ihrer Ankunft die Sprache bei dem Hofpriester Erik Pontoppidan der Jüngere. Sie stellte auch Lehrer ein, damit ihre Kinder in dieser Sprache unterrichtet wurden und die Sprache ihres Landes beherrschen konnten.

### Königin

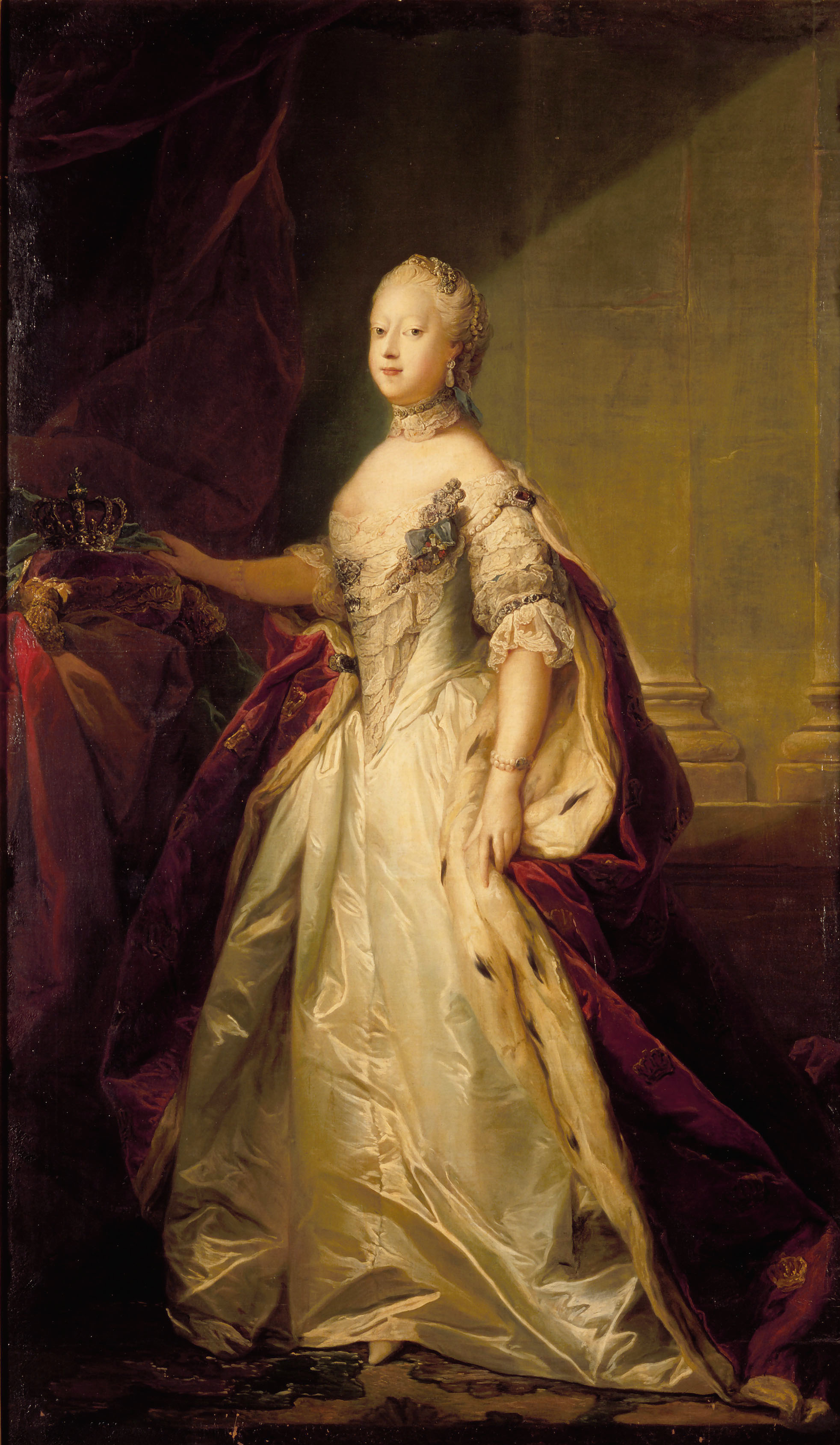
Königin Louise. Gemälde von C.G. Pilo, um 1747 (Schloss Rosenborg).

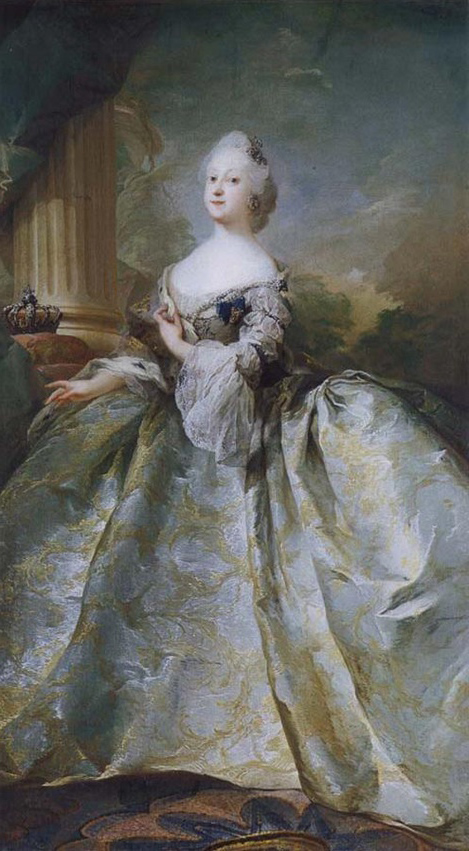
Königin Louise. Gemälde von C.G. Pilo, 1751 (Dänische Nationalgalerie).

Am 6. August 1746 starb Christian VI., und Louises Ehemann bestieg den Thron als Friedrich V., während Louise selbst im Alter von 21 Jahren Königin wurde. Das neue Königspaar zog dann die kurze Strecke vom Prinzenpalais über Frederiksholms Kanal zum Schloss Christiansborg. Am 4. September 1747 endeten die mit dem Thronwechsel verbundenen Zeremonien, als das neue Königspaar in der Schlosskirche Frederiksborg gekrönt wurde.
Was Louise und ihr Mann in kleinerem Rahmen in Charlottenborg begonnen hatten, setzten sie nun in Christiansborg fort. Der Thronwechsel bedeutete eine große Veränderung im Leben am dänischen Hof, das nun weitaus festlicher wurde, als es unter Louises pietistischen Schwiegereltern gewesen war. Die schweren Eisenketten, die Christiansborg zuvor umschlossen und das Volk auf Distanz gehalten hatten, verschwanden, und Bälle und Geselligkeit fanden wieder in den Sälen und Salons des Schlosses statt.
Die fröhliche Königin wurde sehr beliebt, und ihre Popularität breitete sich auf ihren Ehemann aus. Louise hatte eine lebhafte Persönlichkeit, die es ihr ermöglichte, leicht mit anderen in Kontakt zu treten. Sie wurde als gebildet und gut in Konversation beschrieben, nicht schön, aber sehr würdevoll und gut geeignet für ihre Rolle als Königin. Ein schwedischer Diplomat, der am dänischen Hof weilte, gibt folgende Beschreibung von ihr:

„Sie hat einen guten Verstand und ist leicht im Umgang mit Worten, freundlich im Ton, kann sich über viele Themen unterhalten und spricht mehrere Sprachen; während sie Kur macht, verlässt sie selten jemanden, ohne etwas Nettes zu sagen; sie tanzt sehr gerne und gut, sie hat ein gutes Temperament und ist bekannt für ihre Frömmigkeit und ihre hervorragenden Qualitäten. Sie findet Gefallen am Lesen und an der Musik, sie spielt gut Clavichord und bringt ihren Töchtern das Singen bei.“

Ihre Bemühungen, die dänische Sprache zu sprechen, auch mit ihren Kindern, wurden bei der dänischen Bevölkerung sehr geschätzt, da der königlich-dänische Hof zu der Zeit überwiegend deutsch sprach. Der dänisch-norwegische Schriftsteller Ludvig Holberg schrieb in einer seiner Episteln:

„Es ist unmöglich zu beschreiben, mit welcher aufrichtigen Freude der gemeine Mann Ihre Majestät hört, obwohl sie eine englische Prinzessin ist, mit den königlichen Kindern Dänisch zu sprechen.“

Louise interessierte sich für Musik, Theater und Tanz. 1747 lud sie die italienische Operntruppe des Impresario Pietro Mingotti nach Kopenhagen ein, wo sie in Schloss Charlottenborg für den Hof sowohl Oper als auch Ballett bis 1750 aufführte. Zu den Mitgliedern der Truppe gehörte der Komponist Christoph Willibald Gluck, der sich von 1748 bis 1749 beim dänischen Hof aufhielt. 1749 komponierte er anlässlich der Geburt des Kronprinzen Christian die Oper La contesa dei Numi, die am 9. April 1749, anlässlich des ersten Kirchgangs der Königin Louise nach der Entbindung, auf Schloss Charlottenborg aufgeführt wurde; der „Streit der Götter“ dreht sich darum, welcher der Olympischen Götter am geeignetsten ist, den Kronprinzen zu erziehen. 1748 wurde auch die französische Theatertruppe Troupe Dulondel unter der Leitung der Schauspielerin Jeanne Dulondel eingeladen, dramatische Theateraufführungen in Kopenhagen aufzuführen, wo sie bis 1753 verblieben und auch in Norwegen während des Besuchs des Königs dort im 1749 auftraten.
Königin Louise widersetzte sich 1751 erfolglos der von der dänischen Regierung geplanten dynastischen Heirat ihrer Tochter, der fünfjährigen Prinzessin Sophie Magdalene mit dem schwedischen Thronfolger Kronprinz Gustav, dem späteren König Gustav III. Sie befürchtete, dass ihre Tochter von der schwedischen Königin Luise Ulrike nicht gut behandelt würde. Es war bekannt, dass Königin Luise Ulrike die eigentliche Herrscherin am schwedischen Hof war, und sie war bekannt für ihre antidänischen Ansichten und ihre Gegnerschaft zu den Heiratsplänen. Berichten zufolge mochte Louise aufgrund ihrer eigenen Erfahrung auch arrangierte Ehen nicht.

### Früher Tod

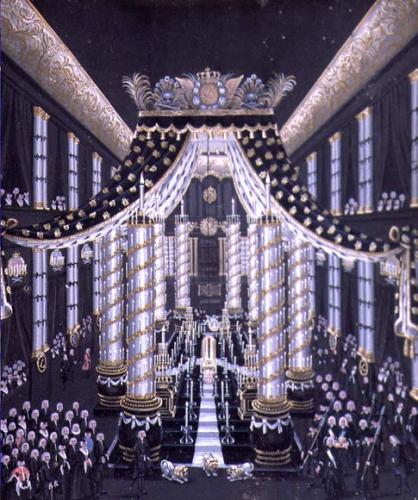
Castrum doloris der Königin Louise in der Schlosskirche Christiansborg.

Im selben Jahr erkrankte Louise schwer an einem eingeklemmten Nabelbruch während ihrer sechsten Schwangerschaft. Der Hofchirurg operierte sie, konnte ihr Leben jedoch nicht retten. Sie starb am 19. Dezember 1751 auf Schloss Christiansborg, einen Tag nach ihrem 27. Geburtstag, nach acht Jahren Ehe und nach fünf Jahren als dänische Königin. Auch das ungeborene Kind starb. Die Nachricht vom Tod der beliebten Königin stieß bei Hofe auf Bestürzung und auf aufrichtige Trauer bei der Bevölkerung, die ihre Königin während ihrer kurzen Amtszeit zu schätzen gelernt hatte. Nach einer Aufbahrung in einem Castrum doloris in der Schlosskirche Christiansborg wurde sie im Dom zu Roskilde, dem traditionellen Begräbnisort der dänischen Könige auf der Insel Seeland, beigesetzt.
Friedrich V. überlebte Louise um 14 Jahre. Er war zunächst nicht bereit, wieder zu heiraten, es sei denn, er könnte eine englische Prinzessin heiraten, aber es gab niemanden im geeigneten Alter. Gezwungen durch die aufdringlichen Ratschläge seiner Umgebung, heiratete er ein halbes Jahr nach ihrem Tod Juliane Marie von Braunschweig-Wolfenbüttel. Die Beliebtheit ihrer Vorgängerin konnte sie jedoch nie erreichen.
1756 zog Louises Schwester Maria, die von ihrem Mann, Landgraf Friedrich II. von Hessen-Kassel, getrennt lebte, nach Dänemark, um sich um die Kinder ihrer verstorbenen Schwester zu kümmern. Sie nahm ihre drei Söhne mit, die am dänischen Hof erzogen wurden. Die zwei ältesten Söhne, Prinz Wilhelm und Prinz Karl heirateten später ihre dänischen Cousinen, Prinzessin Wilhelmine und Prinzessin Louise, Töchter der Königin Louise.

## Nachwirkungen
Die kluge und liebenswürdige Königin beeinflusste und inspirierte ihren Mann bei der Regierung positiv, so dass Kunst und Wissenschaften stark gefördert wurden. Weil sie bei den Dänen äußerst beliebt und verehrt war, wurde das Andenken an die früh Verstorbene mit der Zeit in der Erinnerung mehr und mehr verklärt. Gegenüber diesem Idealbild schnitten sowohl die zweite Frau ihres Mannes Juliane von Braunschweig-Wolfenbüttel als auch ihre Nichte und spätere Schwiegertochter Caroline Mathilde schlecht ab. Beispiel für diese Verklärung ist die Ode Die Königin Luise, die Klopstock 1752 dichtete.

## Nachkommen
- Christian (* 7. Juli 1745; † 3. Juni 1747), Kronprinz von Dänemark
- Sophie Magdalene (* 3. Juli 1746; † 21. August 1813)
⚭ 1766 König Gustav III. von Schweden (1746–1792)
- Wilhelmine Caroline (* 10. Juli 1747; † 14. Januar 1820)
⚭ 1764 Kurfürst Wilhelm I. von Hessen-Kassel (1743–1821)
- Christian VII. (* 29. Januar 1749; † 13. März 1808), König von Dänemark
⚭ 1766 Prinzessin Caroline Mathilde von Großbritannien (1751–1775)
- Louise (* 30. Januar 1750; † 12. Januar 1831)
⚭ 1766 Landgraf Karl von Hessen-Kassel (1744–1836)

## Würdigungen
- Louisa County im US-Bundesstaat Virginia wurde 1742 nach ihr benannt.[22]